# Alberts Glacier
Alberts Glacier är en glaciär i Antarktis. Den ligger i Västantarktis. Argentina, Chile och Storbritannien gör anspråk på området. Alberts Glacier ligger 155 meter över havet.
Terrängen runt Alberts Glacier är varierad. Alberts Glacier ligger nere i en dal. Trakten är obefolkad. Det finns inga samhällen i närheten.